# Kevin Goldthwaite
Kevin Patrick Goldthwaite, född 9 december 1982 i Sacramento i Kalifornien, är en amerikansk före detta professionell fotbollsspelare som under spelarkarriären bland annat spelade för Houston Dynamo och New York Red Bulls.